# Melvin Pender
Melvin Pender, detto Mel (Atlanta, 31 ottobre 1937), è un ex velocista statunitense, vincitore della medaglia d'oro con la staffetta 4×100 metri ai Giochi olimpici di Città del Messico 1968.

## Biografia
Nel 1964 prese parte ai Giochi olimpici di Tokyo dove raggiunse la finale dei 100 metri piani piazzandosi al sesto posto. Quattro anni dopo riuscì nuovamente a qualificarsi per i Giochi Olimpici giungendo terzo nei trials dietro due dei tre neo-primatisti mondiali (Jim Hines e Charlie Greene) e superando l'altro favorito Ronnie Ray Smith. Nella finale olimpica individuale giunse nuovamente sesto, mentre nella staffetta 4×100 m, correndo in seconda frazione, conquistò la medaglia d'oro con il nuovo record mondiale.
Al di là della sua carriera sportiva, Mel Pender prestò servizio nell'Esercito degli Stati Uniti per ventun anni, combattendo in Vietnam, dove fu decorato, e congedandosi nel 1976 con il grado di capitano. È stato allenatore di atletica all'accademia militare di West Point.

## Palmarès
| Anno | Manifestazione  | Sede              | Evento      | Risultato | Prestazione | Note            |
| ---- | --------------- | ----------------- | ----------- | --------- | ----------- | --------------- |
| 1964 | Giochi olimpici | Tokyo             | 100 m piani | 6º        | 10"4        |                 |
| 1968 | Giochi olimpici | Città del Messico | 100 m piani | 6º        | 10"1        |                 |
| 1968 | Giochi olimpici | Città del Messico | 4×100 m     | Oro       | 38"2        | Record mondiale |